# Иломбати (Месина)
Иломбати је насеље у Италији у округу Месина, региону Сицилија.
Према процени из 2011. у насељу је живело 286 становника. Насеље се налази на надморској висини од 685 м.